# Siersthal
Siersthal település Franciaországban, Moselle megyében. Lakosainak száma 644 fő (2022. január 1.). Siersthal Enchenberg, Hottviller, Lambach, Petit-Réderching és Reyersviller községekkel határos.

## Népesség
A település népessége az elmúlt években az alábbi módon változott:
| Lakosok száma | 649  | 671  | 682  | 665  | 656  | 648  | 639  | 637  | 644  |
|               | 2013 | 2015 | 2016 | 2017 | 2018 | 2019 | 2020 | 2021 | 2022 |